# Mimi Sheraton
Miriam „Mimi“ Helene Sheraton, geb. Salomon (geb. 10. Februar 1926 in New York City; gest. 6. April 2023 ebenda) war eine US-amerikanische Restaurantkritikerin und Sachbuchautorin.

## Leben

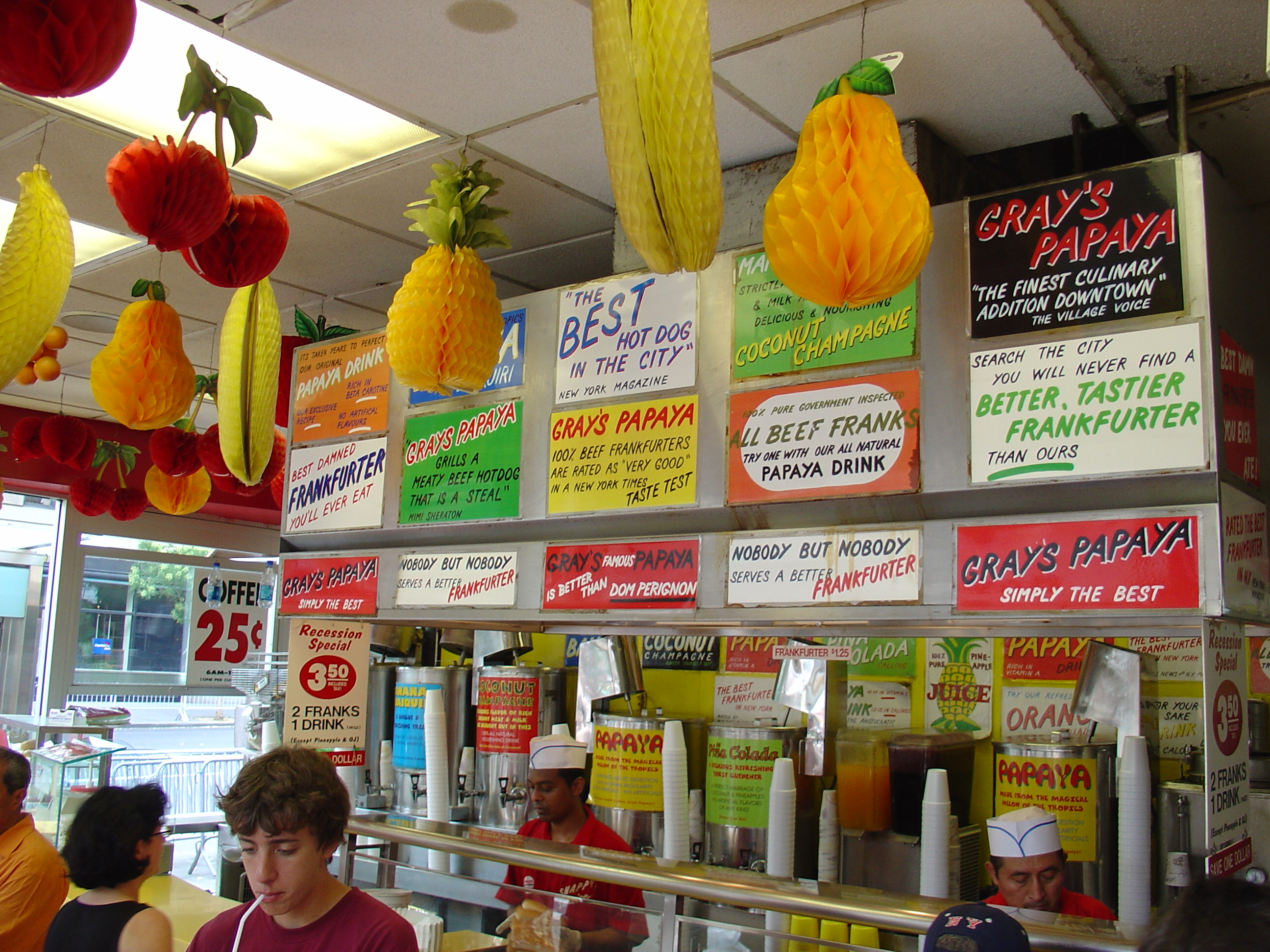
Kritik von Mimi Sheraton als Werbung in Gray’s Papaya

Sheraton wuchs zusammen mit ihrem jüngeren Bruder in einem jüdischen Elternhaus auf; der Vater war Obst- und Gemüsegroßhändler. Sie besuchte bis 1943 die Midwood High School und studierte bis 1947 Marketing und Journalismus an der School of Commerce der New York University. Anschließend ließ sie sich an der New York School of Interior Design zur Dekorateurin ausbilden.
Sheraton war zunächst für eine Werbeagentur tätig und schrieb für die Zeitschrift Good Housekeeping zum Thema Innenarchitektur. Ende der 1940er-Jahre wechselte sie zum Jugendmagazin Seventeen und verfasste neben Beiträgen zum Thema Inneneinrichtung auch Artikel zum Thema Essen und Trinken. Sie entschied sich, als freie Autorin und Journalistin zu arbeiten. Sie veröffentlichte 1964 The Seducer’s Cookbook, das 1966 unter dem Titel Verführen à la carte auch auf Deutsch erschien, und 1965, nach Reisen durch Deutschland in den Vormonaten, The German Cookbook. Ab Ende der 1960er-Jahre war Sheraton als freie Restaurantkritikerin tätig und arbeitete unter anderem für die Publikationen Cue, The Village Voice und New York. Für das Unternehmen Restaurant Associates war sie zudem beratend tätig.
Im Jahr 1975 kam Sheraton zunächst als Restaurantredakteurin für die erweiterte Lebensmittelsparte zur New York Times. Von 1976 bis 1983 war sie als Nachfolgerin von Craig Claiborne für die Zeitung als Restaurantkritikerin tätig. Zu der Zeit galt sie als „Amerikas berühmteste Restaurantkritikerin“ (America’s most famous restaurant reviewer). Später veröffentlichte sie Gastronomiebeiträge in Zeitschriften wie Vanity Fair, Time, Harper’s Bazaar, Vogue und Condé Nast Traveler sowie online auf The Daily Beast.
Um Restaurants unerkannt und damit objektiv bewerten zu können, verkleidete sie sich bei Restaurantbesuchen häufig. Ihre Kritiken galten als „hart, aber fair und gewissenhaft recherchiert“ („tough but fair and scrupulously researched“), so probierte sie 1972 für eine Rezension des New York alle 1196 Lebensmittel, die bei Bloomingdale’s verkauft wurden. Für einen Artikel zu New Yorks besten Salaten mit Hühnchen testete sie 60 verschiedene Salate und probierte 104 Beef- und Pastrami-Sandwiches an einem Tag für einen Artikel über Feinkost-Sandwiches.
Sheraton stand schnellen Trends in der Gastronomie skeptisch gegenüber und kritisierte überteuerte Speisen; bei ihren Besprechungen nannte sie auch immer die Preise der jeweiligen Gerichte. Mehrfach wurde sie erfolglos für Verrisse von betroffenen Restaurants verklagt. Als sie 1977 für die New York Times Frankreich bereiste und die französische Nouvelle Cuisine auch aufgrund der Favorisierung von Präsentation über Geschmack schlecht bewertete, führte dies zu öffentlicher Kritik der französischen Presse. Sie trat daraufhin verschleiert in einer französischen Talkshow auf, um sich ihren Kritikern zu stellen, woraufhin der ebenfalls zu den Kritisierten gehörte Paul Bocuse nach Drehende handgreiflich wurde.
Sheraton reiste viel und veröffentlichte Koch- und Sachbücher zu Speisen aus aller Welt. Fünf ihrer Bücher beschäftigten sich mit Zentral- und Osteuropäischer Küche. Privat besaß sie eine Sammlung mit rund 2000 Kochbüchern. Sie war als Dozentin an der Cornell University School of Hotel Administration und am Culinary Institute of America im kalifornischen St. Helena tätig.

## Privates
Sie war in erster Ehe (1945–1954) mit dem Kriegsheimkehrer William Sheraton verheiratet; der zweiten, 1955 geschlossenen Ehe mit Tafelgeschirrimporteur Richard Falcone entstammte ein Sohn. Sheraton lebte seit 1965 in Greenwich Village und verstarb 2023 im NYU Langone Medical Center in Manhattan.

## Publikationen
- 1964: The Seducer’s Cookbook
  - dt. 1966: Verführen à la carte: Das Menü zu zweit, wie man es vorbereitet, zubereitet u. inszeniert
- 1964: City Portraits: A guide to 60 of the world’s great cities
- 1965: The German Cookbook: A complete guide to mastering authentic German cooking
- 1967: Hord d’oeuvres & Appetizers
- 1971: How Does Your Garden Grow? A Guidebook for First-Time Gardeners
- 1973: Family Circle's Barbecues from Around the World
- 1979: From My Mother's Kitchen: Recipes and Reminiscences
- 1981: Visions of Sugarplums: A Cookbook of Cakes, Cookies, Candies & Confections from All the Countries that Celebrate Christmas
- 1983: Mimi Sheraton's the New York Times Guide to New York Restaurants
- 1985: Is Salami and Eggs Better than Sex? A Memoir of a Happy Eater (mit Alan King)
- 1986: Mimi Sheraton's Favorite New York Restaurants
- 1992: Food Tales
- 1995: The Whole World Loves Chicken Soup: Recipes and Lore to Comfort Body and Soul
- 1997: Food Markets of the World (mit Nelli Sheffer)
  - dt. 1998: Märkte der Welt: ein Fest der Sinne
- 2000: The Bialy Eaters: The Story of a Bread and a Lost World
- 2001: Hors d'Oeuvres & Appetizers
- 2004: Eating My Words: An Appetite for Life (Autobiografie)
- 2015: 1,000 Foods to Eat Before You Die. A Food Lover’s Life List

Weitere
- 2002: Linda Amster: The New York Times Jewish Cookbook (Vorwort von Mimi Sheraton)
- 2004: Frank Pellegrino: Rao’s Recipes from the Neighborhood: Frank Pellegrino Cooks Italian with Family and Friends (Vorwort von Mimi Sheraton)

## Auszeichnungen
- 1974: J.C. Penney-University of Missouri Award für ihre 1973 erschienenen Artikel in New York[11]
- 1996: IACP Julia Child Award für The Whole World Loves Chicken Soup[12]
- 1996: James Beard Award, in der Kategorie Single Subject, für The Whole World Loves Chicken Soup[12]
- 2014: James Beard Award in der Kategorie Magazine Feature Writing About Restaurants and/or Chefs, für den Artikel Seasons in the Sun über das 40-jährige Jubiläum des Four Seasons Hotel New York in Vanity Fair
- 2016: Augie Award des Culinary Institute of America[13]